# Echimys vieirai
Echimys vieirai är en gnagare i familjen lansråttor som förekommer i Brasilien. Artepitet i det vetenskapliga namnet hedrar zoologen Carlos Octaviano da Cunha Vieira från São Paulos universitet.
Individen som undersöktes i samband med artens beskrivning (holotyp) var 24,5 cm lång, hade en 34 cm lång svans, 5 cm långa bakfötter och 1,5 cm stora öron. Den borstiga pälsen på kroppen har främst en brun färg. Kännetecknande är en mörk till svartaktig ansiktsmask med en upprätt rödbrun remsa i mitten. Svansen är täckt av fjäll och av långa hår som bildar en tofs vid spetsen. Nära bålen har svansen ungefär samma färg som kroppen. Den blir i mitten svartaktig och svansens spets är vit.
Andra släktmedlemmar som lever i samma region har en ljus remsa i ansiktet eller huvudet och främre delen av bålen har i princip samma färg.
Enligt IUCN var arten 2016 bara känd från ett mindre område i delstaten Pará söder om Amazonfloden.
Inget är känt om djurets levnadssätt och beståndets storlek. Echimys vieirai listas av IUCN med kunskapsbrist (DD).